# Attilio Zuccagni
Attilio Zuccagni (* 10. Januar 1754 in Florenz, Habsburgermonarchie; † 21. Oktober 1807 ebenda) war ein italienischer Arzt und Botaniker. Sein offizielles botanisches Autorenkürzel lautet „Zuccagni“. 
Sein Neffe war Attilio Zuccagni-Orlandini

## Leben und Wirken
Er war Leibarzt am Hof des Herzogs der Toskana, Praefectus am Botanischen Garten und Direktor des Naturkundemuseums in  Florenz ab 1775. Er reiste auch in Spanien und Portugal.  
1801 schrieb er Synopsis plantarum horti regii florentini … 1806 schrieb er das Werk „Centuria prima observationum botanicarum quas in horto regio florentino …“.

## Ehrentaxon
Die Pflanzengattung Zuccagnia Cav. aus der Familie der Hülsenfrüchtler (Fabaceae) ist nach ihm benannt worden.